# Oswald Rufeisen
Shmuel Oswald Rufeisen (1922–1998), plus connu sous le nom de Père Daniel, est un Juif polonais, survivant de l'invasion nazie de la Pologne. Durant la guerre, il est amené à lire l’Évangile, après quoi il demande à se faire baptiser. Après la guerre, il entre dans l'ordre des Carmes déchaux. En 1956, il part s'installer en Israël, et finit sa vie au couvent Stella Maris d'Haïfa. En Israël il s'investit dans l’Œuvre Saint Jacques, ainsi que dans le dialogue avec les populations hébréophones.
Sa vie aventureuse (durant la guerre il travaille dans la police pour les Allemands et en profite pour aider des Juifs à fuir les persécutions, après la guerre il contribue à l'arrestation d'anciens nazis ou collaborateurs des nazis), ainsi que sa conversion au catholicisme, son statut de « moine, prêtre catholique et Juif » font de lui un profil atypique qui a inspiré la romancière russe Lioudmila Oulitskaïa.

## Biographie

### Enfance et début de la guerre
Rufeisen est né à Zadziele, près d'Oświęcim (Pologne), dans une famille juive le 29 janvier 1922. Si ses parents ne sont pas des Juifs pratiquants, cela ne l'empêche pas, durant sa jeunesse, d'appartenir au mouvement Akiva, un mouvement de jeunesse sioniste laïque. C'est là qu'il rencontre Hillel Zeidel qui devient un ami. Lors de l'invasion allemande de 1939, Rufeisen fuit avec son frère en URSS pour s'y réfugier. Leurs parents seront déportés et périront dans les camps de la mort. Rufeisen s'inscrit comme étudiant à Vilnius.
Après l'invasion allemande de l'URSS, il vit un moment dans la clandestinité, puis passe un temps en prison. Il réussit à convaincre les autorités d'occupation qu'il n'est pas Juif, et comme il parle l'allemand avec aisance, il réussit à se faire embaucher comme tuteur d’allemand pour un officier de police polonais collaborateur des nazis. Celui-ci l'invite à le suivre à  Mir en Biélorussie. Oswald, continue de se faire passer pour un germanophone non juif et un collaborateur de la police. Dans le ghetto, il reconnait (et il est reconnu) par quelques jeunes sionistes qu'il avait déjà croisés par le passé. Il se met en relation avec eux, leur fait passer des armes via la contrebande et promet de les aider. Lorsqu'il surprend une conversation téléphonique entre les SS et la police sur la liquidation prochaine du ghetto, il prévient ses amis qu'ils doivent fuir rapidement. Pour les aider et faire diversion, il organise une chasse à l'oie sauvage hors de la ville pour les membres de la police, permettant ainsi à près de 300 Juifs de fuir la ville (tous ceux qui étaient physiquement capables de fuir ont pu être sauvés).

### Conversion religieuse et entrée au Carmel
Mais son aide envers les Juifs de Mir fait tomber sa couverture et il doit fuir pour sauver sa vie. Il trouve alors refuge dans un couvent de religieuses : les Sœurs de la Résurrection. C'est dans ce couvent qu'il commence à lire le Nouveau Testament, et qu'il reconnait en Jésus, le Messie attendu par le peuple juif. Il décide alors de devenir chrétien, et demande le baptême. À la fin de 1943, il doit fuir à nouveau et se réfugie parmi les partisans dans les forêts de Russie. Il y reste jusqu'à l'arrivée de l’armée soviétique. Une fois libéré de l'occupation allemande, il retourne avec les troupes russes à Mir, où il retrouve un poste de policier pour identifier et traquer les personnes ayant collaboré avec les nazis (et qu'il a connus en travaillant pour la police de Mir). Dans les années 1980 il sera encore appelé à témoigner contre des criminels nazis retrouvés et poursuivis par la justice.
Après la guerre, en 1945, il est relevé de ses fonctions à Mir, et retourne en Pologne. Il entre dans un couvent du Carmel (chez les carmes déchaux) et prend l'habit religieux en 1946 sous le nom de frère Daniel. En 1952 il est ordonné prêtre. À l'occasion de son ordination, Daniel indique que pour lui, sa foi chrétienne n’est pas en rupture avec son identité juive.

### Départ pour Israël
Les années 1950 voient en Pologne une montée de l'antisémitisme et le départ de nombreux Juifs polonais vers Israël. En 1956, le père Daniel commence à planifier son propre départ vers Israël. Pour cela, il renonce à sa propre citoyenneté polonaise « en tant que Juif quittant la Pologne ». Le Père Daniel obtient la  nationalité israélienne en vertu de la Loi du Retour (ses parents sont juifs). Mais de plus, il demande d'être inscrit comme "faisant partie de l'ethnie juive" (à cette époque, l'ethnie ou la religon de chaque citoyen est inscrite sur sa carte d'identité). Le gouvernement israélien rejette sa demande, au motif qu'il s'est converti au christianisme. Pour les autorités israéliennes, il est « chrétien, moine et prêtre », il n’est donc pas Juif. Rufeisen fait appel devant la Cour suprême d'Israël de cette décision. Mais en 1962 la cour suprême confirme la décision du gouvernement : 
Daniel s'installe dans le monastère Stella Maris à Haïfa. Depuis son couvent, il garde un contact rapproché avec son frère et sa famille aussi bien qu’avec d’autres amis juifs. Le père Daniel devient très vite le point de contact pour de nombreux Polonais mariés à des Juifs ou pour ceux qui ont quelque ascendance juive. Il s’associe à l’Œuvre Saint Jacques qui a un but mixte : souci pastoral des catholiques hébréophones, et dialogue avec le peuple juif. 
En 1965, Daniel fonde une communauté (de Saint-Jacques) à Haïfa, communauté qu’il continuera d'assister jusqu’à sa mort le 30 juillet 1998.

## Dans les arts
Le roman Daniel Stein, interprète de l'écrivaine russe Lioudmila Oulitskaïa a été inspiré par la vie d'Oswald Rufeisen.